# خوان مانويل صيراط
جوان مانويل صيراط أي تيريزا (بالإسبانية: Joan Manuel Serrat)‏ (27 ديسمبر 1943، برشلونة)  هو مغني وكاتب أغاني وشاعر موسيقي إسباني. يعتبر من أبرز الوجوه البارزة للأغنية الإسبانية والكاتالونية الحديثة على حد سواء.
انغمس في عالم الموسيقى في سن 17، عندما حصل على أول قيثارة، والتي أهداها أحد أغانيه (أونا غيثارة). , في بداية الستينات، شارك في فرقة بوب، جنبا إلى جنب مع زملاء الدراسة في كلية الهندسة الزراعية في برشلونة.
أعلن سنة 1968 عن مشاركته في مسابقة يوروفيجن الأوروبية بأغنية «لا، لا، لا»، لكنه اشترط غنائها بالكاتالونية، الأمر الذي لم توافق عليه السلطات الإسبانية. ودخل في صراع مع نظام فرانكو بسبب قراره الغناء بلغته القومية، وتعرض لقمع من قبل الديكتاتور فرانسيسكو فرانكو بحضر ظهوره هو وأغانيه في التلفزيون والراديو العمومي. فسافر إلى أمريكا الجنوبية وشارك في مهرجان الموسيقى العالمية بريو دي جانيرو، حيث حل في المركز الأول بأغنية «بينيلوبي».

## روابط خارجية
- خوان مانويل صيراط على موقع IMDb (الإنجليزية)
- خوان مانويل صيراط على موقع ميوزك برينز (الإنجليزية)
- خوان مانويل صيراط على موقع أول ميوزيك (الإنجليزية)
- خوان مانويل صيراط على موقع ديسكوغز (الإنجليزية)
- خوان مانويل صيراط على موقع قاعدة بيانات الفيلم (الإنجليزية)